# Lia Corelli
Lia Corelli, nom de scène de Leila Parodi, née le 16 mars 1922 à Gênes dans la région de la Ligurie et morte le 17 décembre 1987 à Rome dans la région du Latium, est une actrice italienne. 

## Biographie
Leila Parodi naît à Gênes en 1922. Après avoir suivi des études dans sa ville natale, notamment des cours de danse, elle s’installe à Rome et suit les cours du Centro sperimentale di cinematografia dont elle sort diplômée en 1941.
Elle prend alors le nom de scène de Lia Corelli et commence sa carrière d'actrice. Entre 1942 et 1952, elle prend part à quatorze films, jouant uniquement des rôles secondaires. En 1953, elle épouse le scénariste et réalisateur Ivo Perilli. Le couple a deux enfants, l’actrice Valeria Perilli (it) en 1954 et le poète Plinio Perilli (it) en 1955. Elle se consacre alors à sa vie de famille et se retire de la profession. Elle décède à l’âge de 65 ans à Rome.
Elle est la sœur de l’actrice Nicoletta Parodi (it).

## Filmographie

### Au cinéma
- 1937 : Ho perduto mio marito d'Enrico Guazzoni
- 1942 : Inferno giallo de Géza von Radványi
- 1942 : Perdizione de Carlo Campogalliani
- 1942 : Finalmente soli de Giacomo Gentilomo
- 1943 : L'avventura di Annabella de Leo Menardi
- 1943 : La zia di Carlo de Alfredo Guarini
- 1945 : Il ratto delle Sabine de Mario Bonnard
- 1946 : La Proie du désir (Desiderio) de Marcello Pagliero et Roberto Rossellini
- 1946 : La sua strada de Mario Costa
- 1947 : L'amante del male de Roberto Bianchi Montero
- 1947 : La monaca di Monza de Raffaello Pacini
- 1948 : L'amore, épisode Le Miracle (Il miracolo) de Roberto Rossellini
- 1949 : Riz amer (Riso amaro) de Giuseppe De Santis
- 1950 : Sigillo rosso de Flavio Calzavara
- 1952 : Angelo tra la folla de Leonardo De Mitri

## Source
- Roberto Poppi et Enrico Lancia, Le attrici, Rome, Gremesse, 2003 (ISBN 88-8440-214-X), p. 86.